# Amt der Vereinten Nationen für die Koordinierung humanitärer Angelegenheiten
Das Amt der Vereinten Nationen für die Koordinierung humanitärer Angelegenheiten (OCHA oder UNOCHA, engl. United Nations Office for the Coordination of Humanitarian Affairs) hat seinen Sitz in Genf und New York City.
OCHA wurde mit der Resolution 46/182 vom Dezember 1991 der UN-Generalversammlung ins Leben gerufen. Die Organisation hat die Aufgabe, humanitäre Hilfe in bedürftigen UN-Mitgliedsstaaten zu leisten. Dies geschieht durch Koordinierung der Hilfsmaßnahmen, Fürsprache für Hilfsmaßnahmen, politisches Agieren, Informationsmanagement sowie Erstellung und Erbringung von Finanzierungsmodellen und Dienstleistungen.
Sie wird nach dem Rücktritt von Martin Griffiths seit Juli 2024 kommissarisch von Joyce Msuya geleitet.
Es werden 5 Regionalvertretungen und 30 Länderbüros unterhalten, vor allem in Afrika und Asien. Direkt arbeiten über 2300 Personen für die Organisation.

## Budget und Mitarbeiter
Die Kernfunktionen des OCHA werden von etwa 1900 Mitarbeitern in New York, Genf und im Außeneinsatz ausgeübt (Stand: 2012).
Das Budget für 2017 machte etwa 274 Millionen USD aus. Davon stammten etwa 5 % (ca. 14 Mill. USD) aus dem regulären Budget der Vereinten Nationen; der Rest aus eigenen Budgetmitteln, die von den Mitgliedstaaten, der Europäischen Union und spendenden Organisationen zur Verfügung gestellt werden.

## Leitung des OCHA
- 2016–2017 Stephen O’Brien  Vereinigtes Königreich
- 2017–2021 Mark Andrew Lowcock  Vereinigtes Königreich
- 2021–2024 Martin Griffiths  Vereinigtes Königreich
- seit 1. Juli 2024 Joyce Msuya  Tansania (kommissarisch)

## Reliefweb
Seit 1996 betreibt OCHA unter der Domain reliefweb.int eine Website, die sich an Hilfsorganisationen und die breite Öffentlichkeit richtet. Auf dieser Website werden Informationen zu humanitären Katastrophen aus unterschiedlichen Quellen – Hilfsorganisationen, UN-Organisationen, staatlichen Quellen und Pressemeldungen – koordiniert dargestellt.